# Mareograf

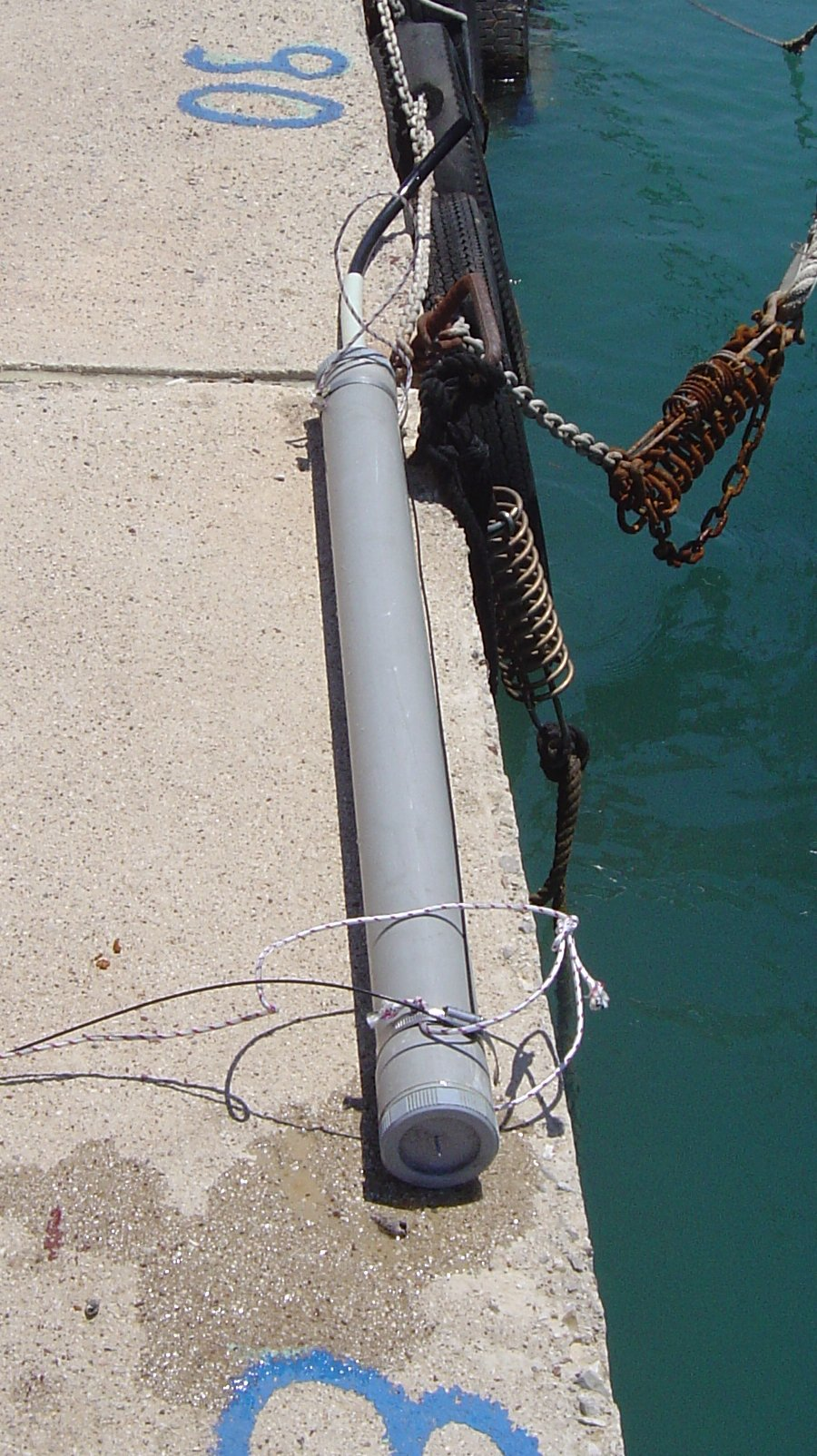
Mareograf

Mareograf je přístroj, který na pobřeží zaznamenává výšku mořské hladiny. Přístroj pomocí systému kladek reaguje na změny výšky vodní hladiny a ty pak zaznamenává. Pro správnou funkčnost mareografu je nutné mít v jeho blízkosti nivelační body o známé nadmořské výšce.
Mareograf nachází, mimo jiné, praktické využití při sledování vln tsunami.